# Iglesia de San Juan Bautista (Respenda de Aguilar)
La iglesia de San Juan Bautista es un templo románico fechado en el siglo XIII, situado en Respenda de Aguilar, pedanía de Pomar de Valdivia (Palencia, Castilla y León) 

## Descripción
La pequeña y hoy prácticamente abandonada población de Respenda de Aguilar se sitúa en el extremo nororiental de Palencia, frontera ya con el límite provincial con Burgos y a unos 14 km al este de Aguilar de Campoo. El templo parroquial (hoy abandonado y ruinoso) se emplaza en el extremo suroccidental del caserío, en acusada ladera y alzando su parte sur sobre afloramientos rocosos. La magnificencia del paisaje contrasta con el pobre y austero aspecto externo de la construcción.
Desde esta localidad se accede hasta el lugar a través de la carretera a Burgos, que abandonaremos en el desvío a la izquierda pasado el pueblo burgalés de Fuencaliente de Valdelucio. A partir del cruce, el camino, que asciende hacia los Páramos de la Lora, se convierte en empinado y sinuoso. De Respenda dice el Becerro de las Behetrías que era aldea de Aguilar y sus habitantes vasallos de don Tello. A mediados del siglo XIX era aldea agregada al ayuntamiento de Villarén de Valdivia. 

### Exterior
En el exterior destaca su espadaña de mampostería sobre el hastial de la nave, probablemente en sustitución de la románica original. Está compuesta de dos troneras de medio punto y remate en piñón con campanil. a lo largo de su perímetro se conservan varios modillones, alguno liso y otros con sumaria decoración geométrica como rollos, rectángulos escalonados, perfil de proa de nave, etc. Sólo uno de ellos es figurado y pese al desgaste del relieve parece distinguirse en él una tosca ave. Bajo la espadaña se encuentra la portada, al gusto románico y decorada con pinturas posteriores, y protegida por un pórtico cerrado.
Es templo de nave única, cubierta con bóveda de cañón apuntado y articulada en tres tramos por igual número de fajones también apuntados y doblados. Se conserva la estructura original tardorrománica, con cabecera rectangular abovedada con cañón apuntado corrido a menor altura que la nave y portada abierta en el hastial, enteramente revocada y compuesta de arco de medio punto rodeado por dos arquivoltas lisas y chambrana biselada, el conjunto reposando sobre jambas lisas fruto de reformas modernas. 
A esta estructura original se vinieron a añadir, posiblemente en el siglo XVIII, dependencias anexas como la sacristía -parcialmente hundida- que se adosa al muro septentrional de la nave, el atrio rectangular cerrado y el trastero que enmascaran el cierre occidental del edificio, la capilla bautismal y la espadaña ya comentada.Está muy bien visitarla

### Interior
El techo está parcialmente hundido, afectando al interior del templo, donde se conserva una magnífica pila bautismal románica contemporánea de la erección del templo. Ubicada en la capilla abovedada abierta en el muro meridional, próxima a la entrada, presenta copa troncocónica invertida de 92 cm de diámetro y 54 cm de altura, siendo moderno el pie sobre el que se asienta. El borde aparece decorado por una cenefa con dos cintas perladas y entrelazadas que acogen hojarasca y un friso de tetrapétalas separadas por parejas de hojitas anudadas. Este tipo de cenefa es frecuente en la ornamentación de pilas bautismales de la zona, como las de las iglesias de Rebanal de las Llantas o Cantoral de la Peña. 
La pila cuenta con tres escenas: el combate entre un enorme y desproporcionado dragón alado de cola enroscada que es atacado por dos infantes. Tras esta escena de lucha aparecen tres personajes en posición frontal bajo arquillos, todos vestidos con gruesos mantos de pliegues en acordeón, concéntricos y escalonados, bajo los que se advierten los pliegues en tubo de órgano de sus túnicas, cabezas ovoides con cabellera partida simétrica y rasgos faciales idénticos, con grandes ojos almendrados, surcos naso-labiales excavados, llevando barbas cortas los dos del lado derecho. Completa la ornamentación una tercera escena en la que se relata la lucha de una pareja de leones, el izquierdo rampante y alado apoyando sus garras sobre el lomo del otro felino, que vuelve su largo y desproporcionado cuello hacia su agresor. 
La primera de las escenas, la encontramos también repetida , con algunas variantes, en la pila bautismal de Cantoral de la Peña y en un relieve de Vallespinoso de Aguilar. Por su parte, la segunda de las escenas, con igual número de personajes, aparece en la pila bautismal de Cantoral de la Peña, aunque aquí los objetos parecen ser libros, mientras que en la pila de Respenda, los personajes portan objetos de difícil identificación que sostienen con ambas manos contra su pecho, sin que exista ningún elemento que ayude a esclarecer el sentido de la escena. El primero de ellos lleva un objeto circular, el central otro semicircular de mayor tamaño y el de la derecha uno rectangular.
La iconografía desarrollada en la pila, sin nexo aparente de unión entre las tres escenas, impide sacar un mensaje preciso de la misma. Más bien parece invitar a pensar en una colección de motivos extraídos bien de la experiencia visual del escultor, bien de un libro de modelos, sin que exista una intención narrativa en el conjunto. Tanto la iconografía como la descuidada composición y el tosco relieve, que llega a la talla en reserva en algunos casos, recuerda otros ejemplos norteños, como la ya citada pila de Cantoral -con la que los paralelos son evidentes-, el ejemplar de Valcobero o la conservada en la parroquial de Rebanal de las Llantas, muestras todas de la actividad de escultores locales en una fase disolutiva dentro del estilo románico que podemos fechar entrado ya el siglo XIII.
La espectacularidad de la pila bautismal contrasta con la ausencia de escultura monumental en el interior, pues tanto los pilares adosados que soportan los fajones como los correspondientes al arco de triunfo carecen de semicolumnas. Únicamente se conservan restos de una imposta con perfil de nacela bajo el arranque de la bóveda, en el paramento interno próximo a la cabecera. Bajo las modernas pinturas que recubren las cubiertas se advierten restos de otras más antiguas, simples trazos ocres imitando el despiece de la sillería. 
Al exterior, en cambio, se conserva en la cabecera, más baja y estrecha que la nave, una serie de modillones bajo la cornisa biselada. La mayoría están pésimamente conservados, siendo alguno liso y otros con sumaria decoración geométrica: rollos, rectángulos escalonados, perfil de proa de nave, etc. Sólo uno de ellos es figurado y pese al desgaste del relieve parece distinguirse en él una tosca ave.

## Conservación
Antigua iglesia parroquial de Respenda, a medida que la localidad se fue despoblando y a pesar de su inestimable valor histórico y artístico, actualmente se encuentra en progresivo deterioro por estado de abandono. Se han iniciado los trámites para su declaración con Bien de Interés Cultural en marzo del año 2008, pero su estado de ruina sigue siendo alarmante, lo que ha motivado que sea incluida en la Lista roja de patrimonio en peligro de la asociación para la defensa del Patrimonio Hispania Nostra. Incluida en el Plan de actuación del Románico Norte (dirigido por José María Pérez Peridis), el proyecto de restauración de este templo todavía no ha sido redactado.